# Pietro Magni

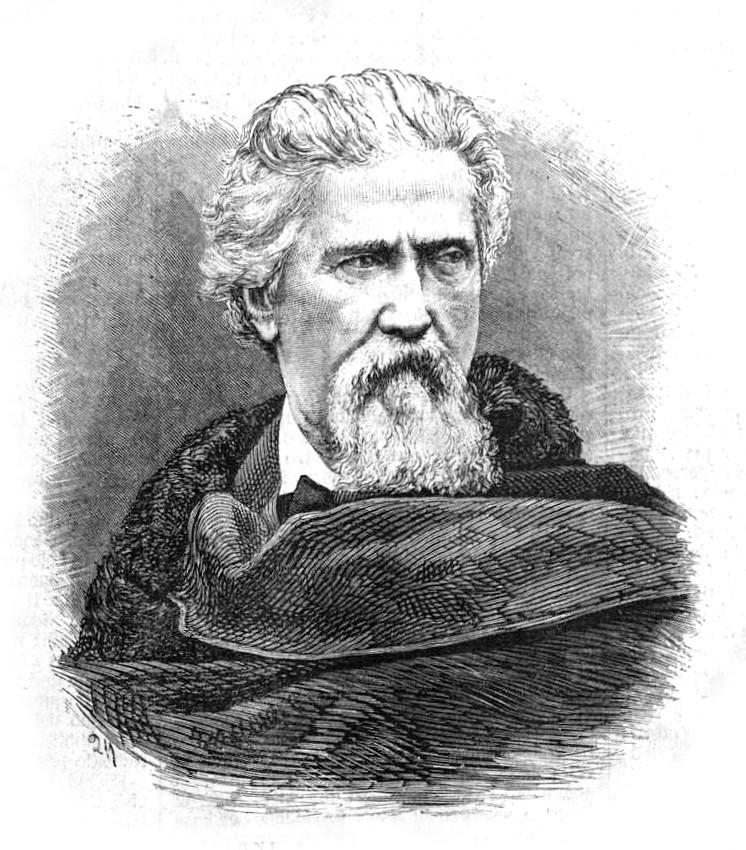
Pietro Magni (Illustrazione Italiana, 1877)

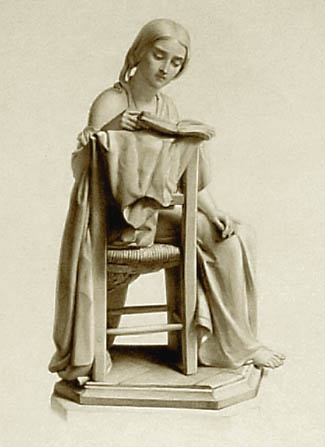
Pietro Magni: Lesendes Mädchen (Stich von William Roffe)

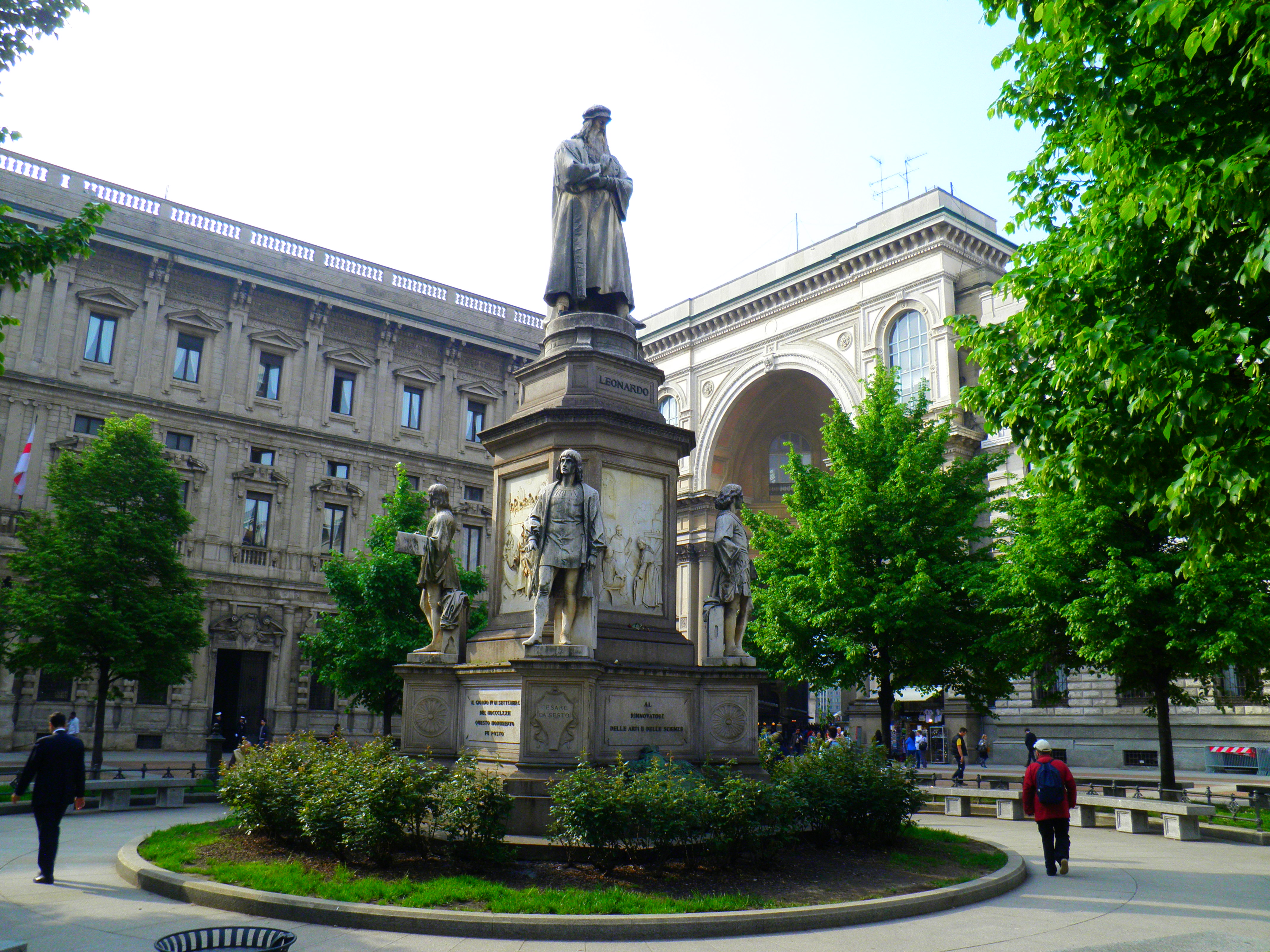
Pietro Magni: Denkmal für Leonardo da Vinci auf der Piazza della Scala in Mailand, 1872

Pietro Magni (* 21. Oktober 1816 in Mailand; † 10. Januar 1877 ebenda) war ein italienischer Bildhauer.

## Werdegang
Pietro Magni studierte zunächst für kurze Zeit an der Accademia di Belle Arti di Brera in Mailand und trat dann in das Atelier des Bildhauers Abbondio Sangiorgio ein. Seit 1837 übte auch das Werk des Bildhauers Lorenzo Bartolini großen Einfluss auf ihn aus. 1849 unternahm er eine Studienreise nach Rom. Während seines Aufenthaltes unterstützte er die im Februar des gleichen Jahres ausgerufene Römische Republik.
1850 gewann seine Statue David mit der Schleuder den Preis der Accademia di Brera; sie wurde auch bei der Weltausstellung Paris 1855 ausgestellt. Die Verschmelzung von genrehafter Alltagsdarstellung mit romantischem Pathos machte sein 1856 vorgestelltes Lesendes Mädchen zu seinem erfolgreichsten Werk, von dem er mehrere Kopien herstellte. Zwischen 1855 und 1867 schuf er mehrere Statuen für den Mailänder Dom. 1860 wurde er auf einen Lehrstuhl für Bildhauerei an der Mailänder Accademia di Brera berufen.
Er erhielt mehrere repräsentative Aufträge, unter anderem zu Skulpturen für die Passage Galleria Vittorio Emanuele II in Mailand, zur Gestaltung des Leonardo-da-Vinci-Denkmals auf dem Platz vor der Mailänder Scala und zu einer allegorischen Figurengruppe zur Eröffnung des Suezkanals 1863. Seit seiner Teilnahme an der Weltausstellung in London 1862, hatte er sich auch einen Namen im Vereinigten Königreich gemacht. Es folgten mehrere Aufträge in London und bei der Weltausstellung 1865 in Dublin stellte er gleich elf Arbeiten vor. Zu seinen Verehrern gehörten die Brüder Arthur und Edward Guinness, die mehrere Skulpturen erwarben.
Seine allegorisches und monumentales Spätwerk konnte indes an den künstlerischen Erfolg seiner frühen Skulpturen nicht mehr anknüpfen.
Einer seiner Schüler war der Bildhauer Enrico Butti.

## Werke (Auswahl)
- David mit der Schleuder, 1850 – Villa Belgiojoso Bonaparte/Museo dell'Ottocento, Mailand
- Sokrates, 1853 – Villa Belgiojoso Bonaparte/Museo dell'Ottocento, Mailand
- La leggitrice (Lesendes Mädchen), 1856 – Villa Belgiojoso Bonaparte/Museo dell'Ottocento, Mailand; National Gallery of Art, Washington D. C.
- La ninfa di Aurisina, Allegorie auf den Bau eines Aquäduktes in Triest, 1858 – Museo Revoltella, Triest
- Denkmal für Leonardo da Vinci, 1859–1872 – Piazza della Scala, Mailand
- Hl. Johannes vom Kreuz, 1860 – Mailänder Dom
- Il taglio dell'istmo di Suez, zur Eröffnung des Suezkanals, 1863 – Museo Revoltella, Triest
- Hl. Justin, 1863 – Mailänder Dom
- Hl. Eligius und der Goldschmied, 1867 – Mailänder Dom
- Statue der Sappho
- Statue Shakespeares – für London
- Sterbender Abel
- Statue Cavours u. a. – Galleria Vittorio Emanuele II, Mailand
- Statuen des Aristeides und des Komponisten Gioacchino Rossini – Teatro alla Scala, Mailand
- Familie des Korporals – Museum, Troyes